# Luigi Giordani
Luigi Giordani (ur. 13 października 1822 w Santa Maria Codifiume, zm. 21 kwietnia 1893 w Ferrarze) – włoski duchowny katolicki, kardynał, arcybiskup Ferrary.
Święcenia kapłańskie przyjął 19 września 1846. 6 marca 1871 został wybrany biskupem tytularnym Filadelfii w Arabii i biskupem pomocniczym Ferrary. Sakrę przyjął w marcu 1871 w Rzymie z rąk kardynała Luigiego Vannicelliego Casoniego. 22 czerwca 1877 objął stolicę metropolitalną Ferrary, na której pozostał już do śmierci. 14 marca 1887 Leon XIII wyniósł go do godności kardynalskiej z tytułem prezbitera Santi Silvestro e Martino ai Monti. 